# Eisblume
Eisblume est un groupe de pop rock allemand, originaire de Berlin.

## Biographie
Le groupe est formé en 2008 et remarqué pour avoir fait la première partie de certains concerts du groupe Ich + Ich. Le 16 janvier 2009, le groupe réalise le single Eisblumen, une reprise du groupe Subway to Sally de 2005, qui réussit à se hisser à la 3e place du classement allemand.
En mars 2010, Eisblume travaille à Paris avec la chanteuse Jena Lee sur la chanson Fleurs de glace (Eisblumen), l'adaptation française de leur tube allemand.
À la fin janvier 2012, le single préliminaire Für immer, de leur deuxième album, est publié. Le titre utilise la mélodie de River Flows in You du pianiste coréen Yiruma. L'album Ewig est publié le 3 février 2012. L'album atteint la 17e place des charts en Allemagne et a su s'appuyer sur de vieux succès. L'album Unter dem Eis atteint la 12e place en 2009.
La chanteuse Sotiria travaille depuis 2016 avec les éditeurs Henning d'Unheilig sur un nouvel album studio, qui doit paraître à l'automne 2018. Unheilig lui-même déclare via Facebook : « L'artiste berlinoise Sotiria (anciennement EISBLUME) chantera les chansons écrites par Graf et les sortira sur un album plus tard dans l'année. »

## Discographie

### Singles
| Année | Single          | Classement des ventes | Classement des ventes | Classement des ventes | Album         |
| Année | Single          | DE                    | AU                    | CH                    | Album         |
| ----- | --------------- | --------------------- | --------------------- | --------------------- | ------------- |
| 2009  | Eisblumen       | 3                     | 25                    | 97                    | Unter dem Eis |
| 2009  | Leben ist schön | 18                    | 55                    | —                     | Unter dem Eis |
| 2009  | Louise          | 29                    | —                     | —                     | Unter dem Eis |